# IT-teknolog
 Denne artikel bør gennemlæses af en person med fagkendskab for at sikre den faglige korrekthed.
|  | Dublet Denne artikel handler om det samme som Elektronikteknolog. (Diskutér artiklen) |
IT-teknolog hed først Elektroniktekniker og senere IT- og Elektronikteknolog.
IT-teknologuddannelsen er en erhvervsakademiuddannelse, der varer to år. På uddannelsen kan man specialisere sig i forskellige retninger fx netværk, elektronik eller i cyber security.
IT-Teknolog er en uddannelse på samme niveau som Elektronikteknolog.
Det er en akademisk uddannelse på lige fod med universitetet eller professionshøjskolerne, og du kan læse videre bagefter på bachelor-top-op-uddannelse i fx it-sikkerhed..